# Kościół Matki Łaski Bożej w Halinowie
Kościół Matki Łaski Bożej w Halinowie – rzymskokatolicki kościół parafialny należący do parafii pod tym samym wezwaniem (dekanat Sulejówek diecezji warszawsko-praskiej).

## Historia
W dniu 12 czerwca 1979 roku, w czasie wizytacji kanonicznej parafii Długa Kościelna, w czasie urzędowania proboszcza księdza Eugeniusza Drapały, padła propozycja budowy kaplicy lub kościoła w Halinowie.
Ksiądz Drapała kupił ziemię od Janiny Góreckiej, zabiegał o pozwolenie na budowę oraz zgromadził dużą część materiałów budowlanych. W dniu 18 marca 1981 roku zostało wydane pozwolenie na budowę świątyni w Halinowie. Kompleks kościelny został zaprojektowany przez architektów: Andrzeja Buchnera i Witolda Mieszkowskiego. Biskup Jerzy Modzelewski w dniu 8 maja 1982 roku poświęcił plac pod świątynię oraz pierwszy krzyż. W dniu 16 marca 1983 roku kuria warszawska wydała dekret nadający powstającemu ośrodkowi duszpasterskiemu tytuł Najświętszej Maryi Panny Matki Łaski Bożej. Kamień węgielny został poświęcony i wmurowany przez kardynała Józefa Glempa w dniu 24 maja 1984 roku; on również ustanowił prawie-parafię w dniu 16 grudnia 1985 roku.
Nad całością prac budowlanych czuwał ksiądz Szczepan Stalpiński, początkowo wikariusz parafii w Długiej Kościelnej, a następnie pierwszy proboszcz w Halinowie. Mury kościoła zostały poświęcone i pierwsza Msza święta została odprawiona przez księdza Drapałę w dniu 6 października 1985 roku. W dniu 1 marca 1987 roku kardynał Józef Glemp erygował przy świątyni pełnoprawną parafię. Trzy dzwony, ufundowane przez wiernych, zostały poświęcone przez biskupa Władysława Miziołka w dniu 29 czerwca 1987 roku.
O wystrój kościoła zadbał następny proboszcz, ksiądz Stanisław Wołosiewicz. Natomiast malowanie wnętrz, nastawa ołtarzowa, zagospodarowanie i ogrodzenie terenu świątyni, budowa pomieszczeń gospodarczych i kupno organów to już dzieło księdza kanonika Andrzeja Kamińskiego. Budowla została konsekrowana przez biskupa Kazimierza Romaniuka w dniu 16 listopada 1995 roku.